# Аеродром Каиро
Међународни аеродром Каиро (арап. مطار القاهرة الدولي‬/Maṭār El Qāhira El Dawly) је међународни аеродром египатске престонице Каира, смештен 37 километара североисточно од града. То је највећа ваздушна лука у Египта, која је 2018. године има промет од близу 15 милиона путника. По овоме је аеродром у Каиру одмах после аеродрома у Јоханезбургу на целом афричком континенту.
Каирски ареродром је седиште за авио-компаније „Иџиптер”, „Иџиптер Експрес” и „Најлер”.